# Fort Ripley (Minnesota)
Fort Ripley es una ciudad ubicada en el condado de Crow Wing en el estado estadounidense de Minnesota. En el Censo de 2010 tenía una población de 69 habitantes y una densidad poblacional de 18,55 personas por km².

## Geografía
Fort Ripley se encuentra ubicada en las coordenadas 46°10′9″N 94°21′46″O / 46.16917, -94.36278. Según la Oficina del Censo de los Estados Unidos, Fort Ripley tiene una superficie total de 3.72 km², de la cual 3.42 km² corresponden a tierra firme y (8.15%) 0.3 km² es agua.

## Demografía
Según el censo de 2010, había 69 personas residiendo en Fort Ripley. La densidad de población era de 18,55 hab./km². De los 69 habitantes, Fort Ripley estaba compuesto por el 97.1% blancos, el 0% eran afroamericanos, el 1.45% eran amerindios, el 1.45% eran asiáticos, el 0% eran isleños del Pacífico, el 0% eran de otras razas y el 0% pertenecían a dos o más razas. Del total de la población el 0% eran hispanos o latinos de cualquier raza.